# Брежи, Жорж
Жорж Брежи (род. 17 января 1958, Рарон, Швейцария) — швейцарский футболист, нападающий. Сыграл 54 матча и забил 12 голов за национальную сборную в промежутке между 1984 и 1994 годами. Сыграл 4 матча на чемпионате мира по футболу 1994.
Был лучшим бомбардиром чемпионата Швейцарии 1984 года, забил 21 гол за сезон в составе клуба «Янг Бойз».